# Saint-Victor-et-Melvieu
Saint-Victor-et-Melvieu è un comune francese di 383 abitanti situato nel dipartimento dell'Aveyron nella regione dell'Occitania.

## Società

### Evoluzione demografica
Abitanti censiti